# لندریندود ولز
لندریندود ولز (به انگلیسی: Llandrindod Wells) یک شهرک در ولز است که در پویس واقع شده‌است. لندریندود ولز ۵٬۳۰۹ نفر جمعیت دارد.

## خواهرخوانده
شهرهای باد راپنوا و Contrexéville خواهرخوانده‌های لندریندود ولز هستند.